# Контекстно-зависимая грамматика
Контекстно зависимая грамматика (КЗ-грамматика, контекстная грамматика) — частный случай формальной грамматики (тип 1 по иерархии Хомского), у которой левые и правые части всех продукций могут быть окружены терминальными и нетерминальными символами.
Частным случаем формальной грамматики также является контекстно-свободная грамматика.
Язык, который может быть задан КЗ-грамматикой, называется контекстно зависимым языком или КЗ-языком.

## Формальное определение
Формальная грамматика G=(N, T, I, P) является контекстно-зависимой, если все правила P имеют вид:
αAβ → αωβ
где A ∈ N (то есть одиночный нетерминальный символ), ω ∈ (N ∪ T)+ (то есть непустая цепочка, состоящая из терминальных и/или нетерминальных символов), α, β ∈ (N ∪ T)* (то есть любая цепочка, состоящая из терминальных и/или нетерминальных символов).

## Примеры
Следующая грамматика задает контекстно-зависимый язык {\displaystyle \{a^{n}b^{n}c^{n}:n\geq 1\}}:
1. {\displaystyle S\rightarrow aSBC}
2. {\displaystyle S\rightarrow aBC}
3. {\displaystyle CB\rightarrow CZ}
4. {\displaystyle CZ\rightarrow WZ}
5. {\displaystyle WZ\rightarrow WC}
6. {\displaystyle WC\rightarrow BC}
7. {\displaystyle aB\rightarrow ab}
8. {\displaystyle bB\rightarrow bb}
9. {\displaystyle bC\rightarrow bc}
10. {\displaystyle cC\rightarrow cc}

Так выглядит цепочка порождения aaa bbb ccc:
{\displaystyle S}
{\displaystyle \Rightarrow _{1}aSBC}
{\displaystyle \Rightarrow _{1}a{\boldsymbol {aSBC}}BC}
{\displaystyle \Rightarrow _{2}aa{\boldsymbol {aBC}}BCBC}
{\displaystyle \Rightarrow _{3}aaaB{\boldsymbol {CZ}}CBC}
{\displaystyle \Rightarrow _{4}aaaB{\boldsymbol {WZ}}CBC}
{\displaystyle \Rightarrow _{5}aaaB{\boldsymbol {WC}}CBC}
{\displaystyle \Rightarrow _{6}aaaB{\boldsymbol {BC}}CBC}
{\displaystyle \Rightarrow _{3}aaaBBC{\boldsymbol {CZ}}C}
{\displaystyle \Rightarrow _{4}aaaBBC{\boldsymbol {WZ}}C}
{\displaystyle \Rightarrow _{5}aaaBBC{\boldsymbol {WC}}C}
{\displaystyle \Rightarrow _{6}aaaBBC{\boldsymbol {BC}}C}
{\displaystyle \Rightarrow _{3}aaaBB{\boldsymbol {CZ}}CC}
{\displaystyle \Rightarrow _{4}aaaBB{\boldsymbol {WZ}}CC}
{\displaystyle \Rightarrow _{5}aaaBB{\boldsymbol {WC}}CC}
{\displaystyle \Rightarrow _{6}aaaBB{\boldsymbol {BC}}CC}
{\displaystyle \Rightarrow _{7}aa{\boldsymbol {ab}}BBCCC}
{\displaystyle \Rightarrow _{8}aaa{\boldsymbol {bb}}BCCC}
{\displaystyle \Rightarrow _{8}aaab{\boldsymbol {bb}}CCC}
{\displaystyle \Rightarrow _{9}aaabb{\boldsymbol {bc}}CC}
{\displaystyle \Rightarrow _{10}aaabbb{\boldsymbol {cc}}C}
{\displaystyle \Rightarrow _{10}aaabbbc{\boldsymbol {cc}}}